# Seznam polkov po zaporednih številkah (300. - 349.)
Seznam polkov po zaporednih številkah - polki od 300. do 349.

## 300. polk
Pehotni
- 300. strelski polk (ZSSR)
- 300. grenadirski polk (Wehrmacht)

Tankovski
- 300. tankovski polk (Wehrmacht)

Artilerijski
- 300. poljskoartilerijski polk (ZDA)
- 300. lahki artilerijski polk (ZSSR)
- 300. artilerijski polk (Wehrmacht)

## 301. polk
Pehotni
- 301. strelski polk (ZSSR)
- 301. pehotni polk (Wehrmacht)
- 301. grenadirski polk (Wehrmacht)

Artilerijski
- 301. havbični artilerijski polk (ZSSR)

## 302. polk
Pehotni
- 302. strelski polk (ZSSR)
- 302. pehotni polk (Wehrmacht)
- 302. grenadirski polk (Wehrmacht)

Artilerijski
- 302. havbični artilerijski polk (ZSSR)
- 302. artilerijski polk (Wehrmacht)

## 303. polk
Pehotni
- 303. pehotni polk (Italija)
- 303. strelski polk (ZSSR)
- 303. pehotni polk (Wehrmacht)

Artilerijski
- 303. artilerijski polk (ZSSR)

## 304. polk
Pehotni
- 304. pehotni polk (ZDA)
- 304. strelski polk (ZSSR)
- 304. strelski polk (Wehrmacht)
- 304. pehotni polk (Wehrmacht)
- 304. tankovskogrenadirski polk (Wehrmacht)

Artilerijski
- 304. artilerijski polk (ZSSR)
- 304. artilerijski polk (Wehrmacht)

## 305. polk
Pehotni
- 305. pehotni polk (ZDA)
- 305. strelski polk (ZSSR)
- 305. pehotni polk (Wehrmacht)
- 305. grenadirski polk (Wehrmacht)

Artilerijski
- 305. havbični artilerijski polk (ZSSR)
- 305. artilerijski polk (Wehrmacht)

## 306. polk
Pehotni
- 306. pehotni polk (ZDA)
- 306. strelski polk (ZSSR)
- 306. pehotni polk (Wehrmacht)
- 306. grenadirski polk (Wehrmacht)

Artilerijski
- 306. lahki artilerijski polk (ZSSR)
- 306. artilerijski polk (Wehrmacht)

## 307. polk
Pehotni
- 307. pehotni polk (ZDA)
- 307. strelski polk (ZSSR)
- 307. pehotni polk (Wehrmacht)
- 307. grenadirski polk (Wehrmacht)

Artilerijski
- 307. lahki artilerijski polk (ZSSR)

Komunikacijski
- 307. komunikacijski polk za posebne namene (Wehrmacht)

## 308. polk
Pehotni
- 308. strelski polk (ZSSR)
- 308. pehotni polk (Wehrmacht)
- 308. grenadirski polk (Wehrmacht)

Artilerijski
- 308. lahki artilerijski polk (ZSSR)

Komunikacijski
- 308. komunikacijski polk za posebne namene (Wehrmacht)

## 309. polk
Pehotni
- 309. pehotni polk (Italija)
- 309. pehotni polk (ZDA)
- 309. strelski polk (ZSSR)
- 309. pehotni polk (Wehrmacht)
- 309. grenadirski polk (Wehrmacht)

Artilerijski
- 309. poljskoartilerijski polk (ZDA)
- 309. lahki artilerijski polk (ZSSR)
- 309. artilerijski polk (Wehrmacht)

## 310. polk
Pehotni
- 310. pehotni polk (ZDA)
- 310. strelski polk (ZSSR)
- 310. pehotni polk (Wehrmacht)
- 310. grenadirski polk (Wehrmacht)

Artilerijski
- 310. topniški artilerijski polk (ZSSR)

Zračnoobrambni
- 310. zračnoobrambni raketni polk (Vojska Jugoslavije)

## 311. polk
Pehotni
- 311. pehotni polk (Italija)
- 311. pehotni polk (ZDA)
- 311. strelski polk (ZSSR)
- 311. pehotni polk (Wehrmacht)
- 311. grenadirski polk (Wehrmacht)

Artilerijski
- 311. havbični artilerijski polk (ZSSR)
- 311. artilerijski polk (Wehrmacht)

Inženirski/Pionirski
- 311. deželnoobrambni artilerijski polk (Wehrmacht)

Zračnoobrambni
- 311. zračnoobrambni raketni polk (Vojska Jugoslavije)

## 312. polk
Pehotni
- 312. pehotni polk (ZDA)
- 312. strelski polk (ZSSR)
- 312. pehotni polk (Wehrmacht)
- 312. grenadirski polk (Wehrmacht)

Artilerijski
- 312. artilerijski polk (ZSSR)

## 313. polk
Pehotni
- 313. pehotni polk (Italija)
- 313. pehotni polk (ZDA)
- 313. strelski polk (ZSSR)
- 313. pehotni polk (Wehrmacht)
- 313. grenadirski polk (Wehrmacht)

Artilerijski
- 313. lahki artilerijski polk (ZSSR)

## 314. polk
Pehotni
- 314. pehotni polk (ZDA)
- 314. strelski polk (ZSSR)
- 314. pehotni polk (Wehrmacht)

Artilerijski
- 314. lahki artilerijski polk (ZSSR)

## 315. polk
Pehotni
- 315. pehotni polk (ZDA)
- 315. strelski polk (ZSSR)
- 315. pehotni polk (Wehrmacht)
- 315. grenadirski polk (Wehrmacht)

Artilerijski
- 315. polk korpusne artilerije (ZSSR)

## 316. polk
Pehotni
- 316. strelski polk (ZSSR)
- 316. pehotni polk (Wehrmacht)
- 316. grenadirski polk (Wehrmacht)

Artilerijski
- 316. artilerijski polk (ZSSR)

## 317. polk
Pehotni
- 317. pehotni polk (Italija)
- 317. pehotni polk (ZDA)
- 317. strelski polk (ZSSR)
- 317. pehotni polk (Wehrmacht)
- 317. grenadirski polk (Wehrmacht)

Artilerijski
- 317. protiletalski artilerijski polk (ZSSR)

## 318. polk
Pehotni
- 318. pehotni polk (ZDA)
- 318. strelski polk (ZSSR)
- 318. pehotni polk (Wehrmacht)
- 318. grenadirski polk (Wehrmacht)

Artilerijski
- 318. havbični artilerijski polk (ZSSR)

## 319. polk
Pehotni
- 319. pehotni polk (ZDA)
- 319. strelski polk (ZSSR)
- 319. pehotni polk (Wehrmacht)

Artilerijski
- 319. poljskoartilerijski polk (ZDA)
- 319. artilerijski polk (ZSSR)
- 319. artilerijski polk (Wehrmacht)

## 320. polk
Pehotni
- 320. pehotni polk (ZDA)
- 320. strelski polk (ZSSR)
- 320. pehotni polk (Wehrmacht)
- 320. grenadirski polk (Wehrmacht)

Artilerijski
- 320. poljskoartilerijski polk (ZDA)
- 320. havbični artilerijski polk (ZSSR)
- 320. artilerijski polk (Wehrmacht)

## 321. polk
Pehotni
- 321. pehotni polk (Italija)
- 321. pehotni polk (ZDA)
- 321. strelski polk (ZSSR)
- 321. pehotni polk (Wehrmacht)
- 321. grenadirski polk (Wehrmacht)

Artilerijski
- 321. poljskoartilerijski polk (ZDA)
- 321. lahki artilerijski polk (ZSSR)
- 321. artilerijski polk (Wehrmacht)

## 322. polk
Pehotni
- 322. pehotni polk (ZDA)
- 322. strelski polk (ZSSR)
- 322. pehotni polk (Wehrmacht)
- 322. grenadirski polk (Wehrmacht)

Artilerijski
- 322. lahki artilerijski polk (ZSSR)
- 322. artilerijski polk (Wehrmacht)

## 323. polk
Pehotni
- 323. pehotni polk (ZDA)
- 323. strelski polk (ZSSR)
- 323. pehotni polk (Wehrmacht)
- 323. grenadirski polk (Wehrmacht)

Artilerijski
- 323. lahki artilerijski polk (ZSSR)
- 323. artilerijski polk (Wehrmacht)

## 324. polk
Pehotni
- 324. strelski polk (ZSSR)
- 324. pehotni polk (Wehrmacht)
- 324. grenadirski polk (Wehrmacht)

Artilerijski
- 324. havbični artilerijski polk (ZSSR)
- 324. artilerijski polk (Wehrmacht)

## 325. polk
Pehotni
- 325. pehotni polk (ZDA)
- 325. strelski polk (ZSSR)
- 325. pehotni polk (Wehrmacht)

Zračnoprevozni/Jadralni
- 325. jadralni pehotni polk (ZDA)

Artilerijski
- 325. lahki artilerijski polk (ZSSR)
- 325. artilerijski polk (Wehrmacht)

## 326. polk
Pehotni
- 326. strelski polk (ZSSR)
- 326. pehotni polk (Wehrmacht)
- 326. grenadirski polk (Wehrmacht)

Zračnoprevozni/Jadralni
- 326. jadralni pehotni polk (ZDA)

Artilerijski
- 326. lahki artilerijski polk (ZSSR)
- 326. artilerijski polk (Wehrmacht)

## 327. polk
Pehotni
- 327. pehotni polk (ZDA)
- 327. strelski polk (ZSSR)
- 327. pehotni polk (Wehrmacht)

Zračnoprevozni
- 327. jadralni pehotni polk (ZDA)

Artilerijski
- 327. lahki artilerijski polk (ZSSR)
- 327. artilerijski polk (Wehrmacht)

## 328. polk
Pehotni
- 328. strelski polk (ZSSR)
- 328. pehotni polk (Wehrmacht)
- 328. grenadirski polk (Wehrmacht)

Artilerijski
- 328. lahki artilerijski polk (ZSSR)
- 328. artilerijski polk (Wehrmacht)

## 329. polk
Pehotni
- 329. pehotni polk (ZDA)
- 329. strelski polk (ZSSR)
- 329. pehotni polk (Wehrmacht)

Artilerijski
- 329. protiletalski artilerijski polk (ZSSR)
- 329. artilerijski polk (Wehrmacht)

## 330. polk
Pehotni
- 330. pehotni polk (ZDA)
- 330. strelski polk (ZSSR)
- 330. pehotni polk (Wehrmacht)
- 330. grenadirski polk (Wehrmacht)

Artilerijski
- 330. havbični artilerijski polk (ZSSR)
- 330. artilerijski polk (Wehrmacht)

## 331. polk
Pehotni
- 331. strelski polk (ZSSR)
- 331. pehotni polk (Italija)
- 331. pehotni polk (Wehrmacht)
- 331. grenadirski polk (Wehrmacht)

Artilerijski
- 331. havbični artilerijski polk (ZSSR)
- 332. artilerijski polk (Wehrmacht)

## 332. polk
Pehotni
- 332. strelski polk (ZSSR)
- 332. pehotni polk (Wehrmacht)
- 332. grenadirski polk (Wehrmacht)

Artilerijski
- 332. lahki artilerijski polk (ZSSR)
- 332. artilerijski polk (Wehrmacht)

## 333. polk
Pehotni
- 333. pehotni polk (ZDA)
- 333. strelski polk (ZSSR)
- 333. pehotni polk (Wehrmacht)
- 333. grenadirski polk (Wehrmacht)

Artilerijski
- 333. poljskoartilerijski polk (ZDA)
- 333. lahki artilerijski polk (ZSSR)
- 333. artilerijski polk (Wehrmacht)

## 334. polk
Pehotni
- 334. pehotni polk (ZDA)
- 334. strelski polk (ZSSR)
- 334. pehotni polk (Wehrmacht)

Artilerijski
- 334. lahki artilerijski polk (ZSSR)
- 334. artilerijski polk (Wehrmacht)

## 335. polk
Pehotni
- 335. pehotni polk (ZDA)
- 335. strelski polk (ZSSR)
- 335. pehotni polk (Wehrmacht)
- 335. grenadirski polk (Wehrmacht)

Artilerijski
- 335. protiletalski artilerijski polk (ZSSR)
- 335. artilerijski polk (Wehrmacht)

## 336. polk
Pehotni
- 336. strelski polk (ZSSR)
- 336. pehotni polk (Italija)
- 336. pehotni polk (Wehrmacht)
- 336. grenadirski polk (Wehrmacht)

Artilerijski
- 336. polk korpusne artilerije (ZSSR)
- 336. artilerijski polk (Wehrmacht)

## 337. polk
Pehotni
- 337. strelski polk (ZSSR)
- 337. pehotni polk (Wehrmacht)
- 337. grenadirski polk (Wehrmacht)

Artilerijski
- 337. havbični artilerijski polk (ZSSR)
- 337. artilerijski polk (Wehrmacht)

## 338. polk
Pehotni
- 338. pehotni polk (ZDA)
- 338. strelski polk (ZSSR)
- 338. pehotni polk (Wehrmacht)
- 338. grenadirski polk (Wehrmacht)

Artilerijski
- 338. lahki artilerijski polk (ZSSR)
- 338. artilerijski polk (Wehrmacht)

## 339. polk
Pehotni
- 339. pehotni polk (ZDA)
- 339. strelski polk (ZSSR)
- 339. pehotni polk (Wehrmacht)
- 339. grenadirski polk (Wehrmacht)

Artilerijski
- 339. protiletalski artilerijski polk (ZSSR)
- 339. artilerijski polk (Wehrmacht)

## 340. polk
Pehotni
- 340. pehotni polk (Italija)
- 340. pehotni polk (ZDA)
- 340. strelski polk (ZSSR)
- 340. pehotni polk (Wehrmacht)
- 340. grenadirski polk (Wehrmacht)

Artilerijski
- 340. lahki artilerijski polk (ZSSR)
- 340. artilerijski polk (Wehrmacht)

## 341. polk
Pehotni
- 341. strelski polk (ZSSR)
- 341. pehotni polk (Italija)
- 341. pehotni polk (Wehrmacht)
- 341. grenadirski polk (Wehrmacht)

Artilerijski
- 341. havbični artilerijski polk (ZSSR)

## 342. polk
Pehotni
- 342. strelski polk (ZSSR)
- 342. pehotni polk (Wehrmacht)

Artilerijski
- 342. havbični artilerijski polk (ZSSR)
- 342. artilerijski polk (Wehrmacht)

## 343. polk
Pehotni
- 343. strelski polk (ZSSR)
- 343. pehotni polk (Italija)
- 343. pehotni polk (Wehrmacht)
- 343. grenadirski polk (Wehrmacht)

Artilerijski
- 343. havbični artilerijski polk (ZSSR)
- 343. artilerijski polk (Wehrmacht)

## 344. polk
Pehotni
- 344. strelski polk (ZSSR)
- 344. pehotni polk (Wehrmacht)
- 344. grenadirski polk (Wehrmacht)

Artilerijski
- 344. havbični artilerijski polk (ZSSR)
- 344. artilerijski polk (Wehrmacht)

## 345. polk
Pehotni
- 345. pehotni polk (ZDA)
- 345. strelski polk (ZSSR)
- 345. pehotni polk (Wehrmacht)
- 345. grenadirski polk (Wehrmacht)

Artilerijski
- 345. artilerijski polk (ZSSR)
- 345. artilerijski polk (Wehrmacht)

## 346. polk
Pehotni
- 346. pehotni polk (ZDA)
- 346. strelski polk (ZSSR)
- 346. pehotni polk (Wehrmacht)
- 346. grenadirski polk (Wehrmacht)

Artilerijski
- 346. lahki artilerijski polk (ZSSR)
- 346. artilerijski polk (Wehrmacht)

## 347. polk
Pehotni
- 347. pehotni polk (ZDA)
- 347. strelski polk (ZSSR)
- 347. pehotni polk (Wehrmacht)
- 347. grenadirski polk (Wehrmacht)

Artilerijski
- 347. lahki artilerijski polk (ZSSR)
- 347. artilerijski polk (Wehrmacht)

## 348. polk
Pehotni
- 348. pehotni polk (ZDA)
- 348. strelski polk (ZSSR)
- 348. pehotni polk (Wehrmacht)
- 348. grenadirski polk (Wehrmacht)

Artilerijski
- 348. lahki artilerijski polk (ZSSR)
- 348. artilerijski polk (Wehrmacht)

## 349. polk
Pehotni
- 349. pehotni polk (ZDA)
- 349. strelski polk (ZSSR)
- 349. pehotni polk (Wehrmacht)
- 349. grenadirski polk (Wehrmacht)

Artilerijski
- 349. lahki artilerijski polk (ZSSR)
- 349. artilerijski polk (Wehrmacht)